# Pterolophia parachapaensis
Pterolophia parachapaensis är en skalbaggsart som beskrevs av Stefan von Breuning 1968. Pterolophia parachapaensis ingår i släktet Pterolophia och familjen långhorningar. Inga underarter finns listade i Catalogue of Life.